# Reinado de Felipe VI de España
El reinado de Felipe VI de España comenzó el 19 de junio de 2014 cuando el hasta entonces príncipe de Asturias Felipe de Borbón juró la Constitución ante las Cortes Generales como sucesor de su padre, el rey Juan Carlos I, que había anunciado su intención de abdicar la Corona el 2 de junio de 2014, aunque la abdicación no fue efectiva hasta el día 19, cuando se publicó la Ley Orgánica que la regulaba en el Boletín Oficial del Estado.

## La proclamación de Felipe VI

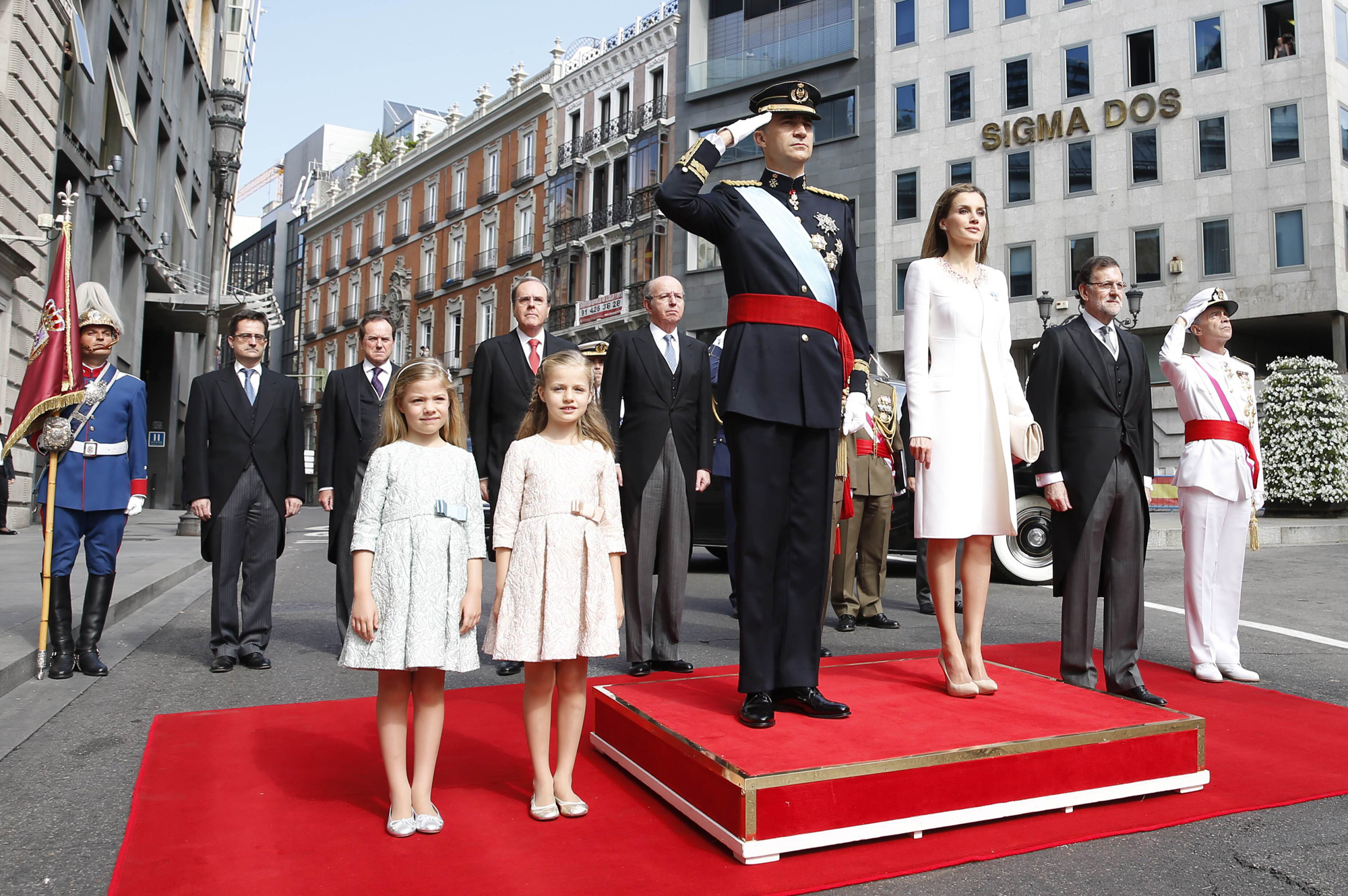
El rey y la familia real el día de su proclamación el 19 de junio de 2014.

La abdicación de Juan Carlos I se hizo pública el lunes 2 de junio de 2014. Concluido el reinado de su padre, Juan Carlos I, Felipe fue proclamado rey el 19 de junio de 2014 ante las Cortes Generales en el Palacio de las Cortes, en sesión conjunta y extraordinaria del Congreso de los Diputados y el Senado; en su discurso anunció «una monarquía renovada para un tiempo nuevo», en un mundo cambiante y una sociedad en plena transformación.
Una vez proclamado rey, su hija y heredera, Leonor, heredó el título de princesa de Asturias y, al alcanzar la mayoría de edad, deberá prestar juramento a la Constitución ante las Cortes, tal y como hizo Felipe VI en 1986. Desde entonces, Juan Carlos I ostenta el título de rey y la dignidad de majestad de manera vitalicia, aunque solo desempeñará funciones protocolarias. Felipe, además de rey de España, es el heredero histórico de numerosos títulos —la mayoría de ellos solo con carácter honorífico—.

## Elecciones generales, autonómicas y municipales de 2015

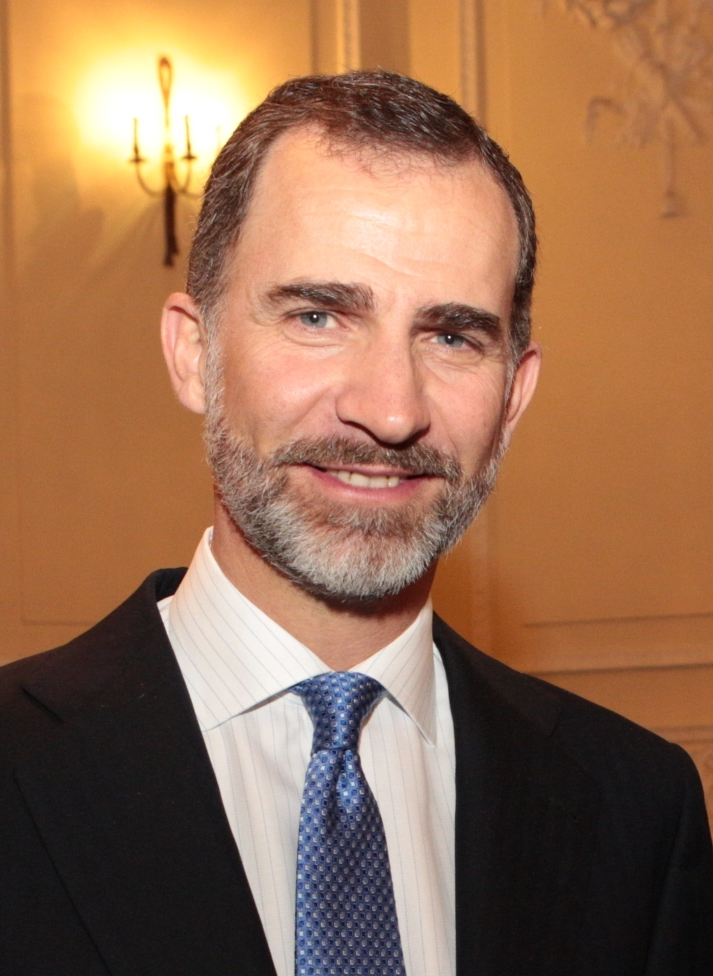
Felipe VI en 2015.

El 24 de mayo de 2015 se celebraron elecciones municipales en toda España, y autonómicas en gran parte de ella, viendo la irrupción de 2 nuevos partidos. Uno de carácter antisistema y de extrema izquierda surgido del 15M llamado Podemos, que logró importantes alcaldías incluyendo Madrid y Barcelona en acuerdos con el PSOE; y otro, centrista y contrario a los nacionalismos periféricos formado como reacción al separatismo catalán.
El 20 de diciembre de 2015 se celebraron elecciones generales y fueron las duodécimas desde la transición a la democracia y las primeras con Felipe VI como rey. Fueron convocadas por el rey, a propuesta del presidente del Gobierno, Mariano Rajoy. El vencedor de las elecciones fue el Partido Popular, presidido y liderado por el presidente Rajoy. Éstas elecciones consolidaron la tendencia de las municipales y autonómicas y en ella obtuvieron gran fuerza tanto Podemos como Ciudadanos.

## Crisis de gobierno y elecciones 2016
Sin consenso en el Congreso de los Diputados se imposibilitó la investidura de Mariano Rajoy. Sin los apoyos imprescindibles para formar gobierno en solitario, Rajoy tuvo que buscar la ayuda de otros grupos en un parlamento dividido. Al no conseguir una mayoría pactada, fueron convocadas nuevas elecciones en las que el Partido Popular obtuvo 137 diputados y un 33% de los votos frente a otros partidos ganando nuevamente las elecciones y confirmándose la investidura de Rajoy para fin de año. Sin embargo, al no haber acuerdo de legislatura del PP ni con partidos nacionalistas periféricos de derecha, ni con el PSOE que permitió su investidura (hecho el cual el nuevo líder del partido repudió), el Gobierno resultante se caracterizó por una gran debilidad parlamentaria .

## El secesionismo catalán

Estados que rechazaron reconocer la independencia de la República Catalana
Estados que no expresaron su posición sobre la República Catalana, o posición poco clara

El 6 de septiembre de 2017, el Parlamento de la comunidad autónoma de Cataluña aprobó la convocatoria de un referéndum  no vinculante sobre la independencia de Cataluña considerado ilegal por la Constitución española de 1978, llevado a cabo el 1 de octubre con un supuesto 90,18% a favor de la independencia (datos no oficiales). El 3 de octubre el rey pronunció un discurso para todos los españoles, refiriéndose a la situación. El día 10, el presidente de la Generalidad de Cataluña, Carles Puigdemont, declaró a Cataluña como Estado independiente en forma de república, para acto seguido propuso que el Parlamento suspendiera la declaración.
El 27 de octubre de 2017, votó el parlamento catalán por la Declaración unilateral de independencia de Cataluña de 2017 y la proclamación de la República Catalana, mientras en las Cortes Generales se aprobaba por primera vez la aplicación del artículo 155 de la Constitución española de 1978 con el fin de intervenir la autonomía de dicha Comunidad para restablecer el orden constitucional.

## Disolución de ETA
El grupo terrorista ETA anunció el 3 de mayo de 2018 su disolución definitiva a través de un comunicado en el que aseguraban tomar "esta decisión" para "favorecer una nueva fase histórica". Se cerró así un ciclo de terror que se saldó con más de 850 asesinados y 3000 heridos en sus 60 años. Tras el cerco al que fue sometida por las FF y CC de Seguridad que prácticamente la desarticularon, la organización se disolvió, perviviendo sin embargo su brazo político Sortu, que continúa persiguiendo sus mismos objetivos políticos.

## Moción de censura exitosa y fin de la XII legislatura

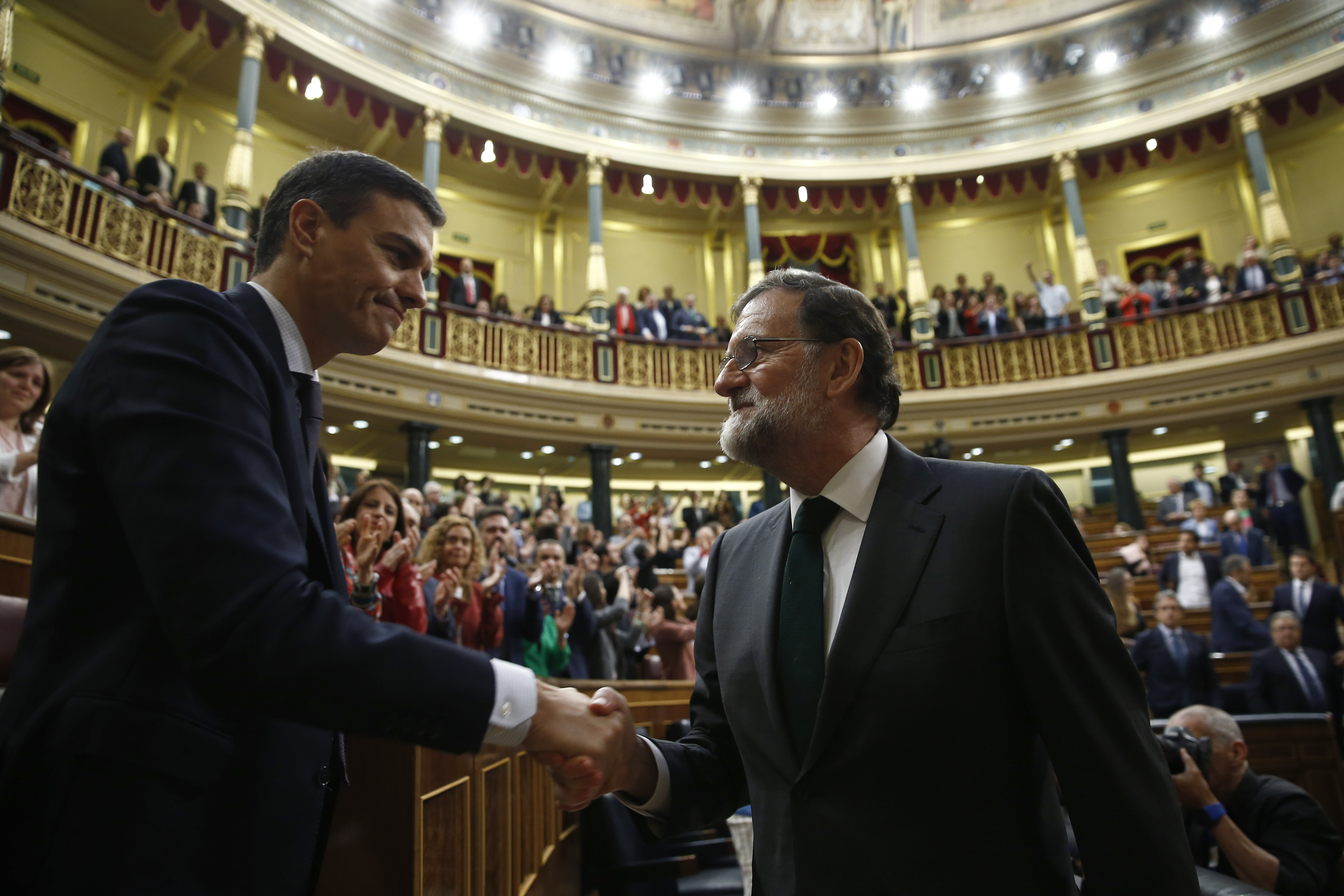
El presidente del Gobierno en funciones, Mariano Rajoy, saluda al candidato electo, Pedro Sánchez, tras la aprobación de la moción de censura. Pedro Sánchez le sucedería al frente del Ejecutivo apenas 20 horas después.

El 24 de mayo de 2018 la Audiencia Nacional determinó como resultado de las investigaciones del llamado "Caso Gürtel" la existencia, desde la fundación del partido en 1989, de una estructura de contabilidad y financiamiento ilegal en las finanzas del PP, que se desarrollaba en paralelo a lo que el propio partido informaba oficialmente. La Audiencia Nacional, en la sentencia, argumentaba que el PP ayudó a establecer «un sistema genuino y efectivo de corrupción institucional a través de la manipulación de la contratación pública central, autonómica y local». Ésta sentencia sumió al Gobierno en un descrédito total, perdiendo el apoyo de su principal socio parlamentario, el partido Ciudadanos.
Al día siguiente, el grupo parlamentario del Partido Socialista Obrero Español registró en el Congreso de los Diputados una moción de censura contra Mariano Rajoy, a la que mostraron su adhesión la coalición Unidos Podemos y la práctica totalidad de partidos nacionalistas periféricos, incluyendo al Partido Nacionalista Vasco que recientemente había apoyado al Gobierno, la coalición que integraba el antiguo brazo político de ETA (EhBildu) o aquellos cuyos líderes estaban siendo procesados por la justicia por el proceso separatista catalán.
El 1 de junio se votó la moción, la primera exitosa desde la instauración de la democracia, fue seguida de la dimisión del Presidente del Gobierno Rajoy y el nombramiento en el cargo al día siguiente de Pedro Sánchez, secretario general del PSOE. Se configuró así una alianza entre estos partidos que, aún inestable, se consolidaría en futuras ocasiones.

## Elecciones de abril de 2019 y continuación del bloqueo político
El Gobierno monocolor resultante de la moción, con tan solo 84 diputados, fue incapaz sin embargo de volver a recabar apoyos para aprobar unos nuevos Presupuestos Generales en las Cortes y procedió a la disolución de las mismas convocando SM el Rey nuevas elecciones. Las elecciones resultaron en una victoria del PSOE pero sin mayoría absoluta, lo que le obligaba a pactar para gobernar.
Así mismo también se consolidó el auge de un partido a la derecha del PP, Vox, surgido en el marco del descrédito del PP como opción conservadora y tras su participación en el juicio a los principales dirigentes del proceso de 2017. El PP, renovado tras la dimisión de Rajoy de sus cargos orgánicos y ya lastrado por el auge de Ciudadanos que casi le arrebató la segunda posición, quedó gravemente mermado.
Tras el fracaso de las negociaciones para formar un Gobierno de coalición entre PSOE y Unidas Podemos apoyado por los partidos nacionalistas periféricos y la negativa a pactar entre ellos de PSOE y Ciudadanos como lo hicieron en 2015, 2 meses después de la primera sesión de investidura del candidato Sánchez, el Rey procedió a disolver las Cortes y convocar nuevas elecciones.

## Elecciones de noviembre de 2019
Las elecciones arrojaron un resultado similar a las anteriores, si bien con un retroceso del PSOE y U.Podemos y una recuperación insuficiente de la derecha, sufriendo Ciudadanos una caída espectacular de apoyo.
Ante este panorama, PSOE y Unidas Podemos llegaron rápidamente a un acuerdo para formar el primer Gobierno de coalición en España desde la Segunda República, que salió adelante gracias a la abstención pactada de ERC y EhBildu. Destacan entre otras reformas realizadas a lo largo de la legislatura, los indultos a los líderes del ''proceso'' separatista catalán condenados por sedición y malversación así como la posterior reforma del Código Penal que derogó el delito de sedición y reformó el de malversación. Estos cambios legislativos formaban parte de los acuerdos con los grupos separatistas catalanes y buscaban aliviar la situación penal y procesal tanto de los condenados, como de los prófugos de la justicia, y suscitaron una fuerte controversia política en la oposición al no renunciar ninguno de los agraciados a la unilateralidad.

## Pandemia de COVID-19

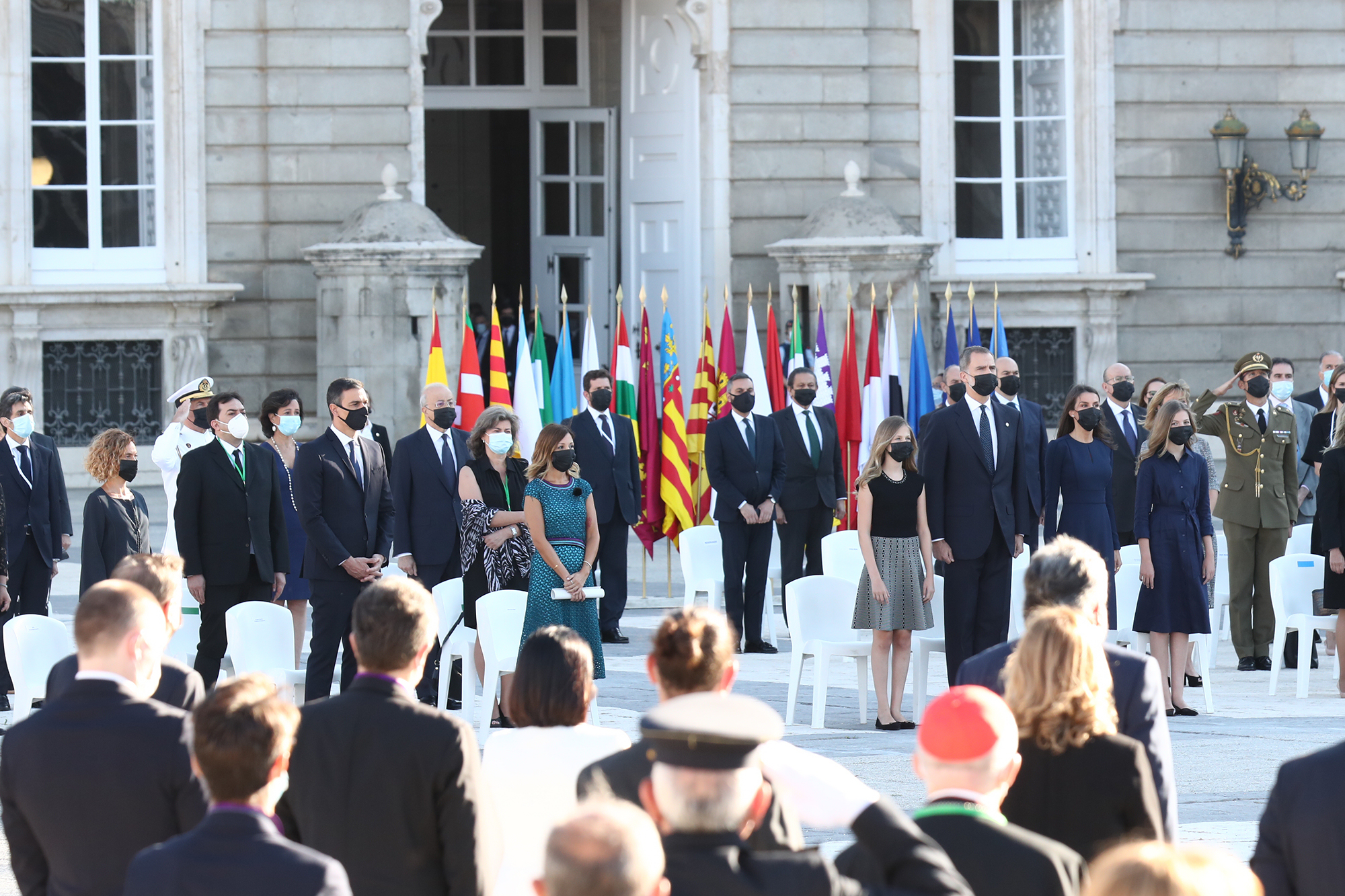
La familia real durante una homenaje de Estado a las víctimas de la enfermedad por el COVID-19 y de reconocimiento a la sociedad.

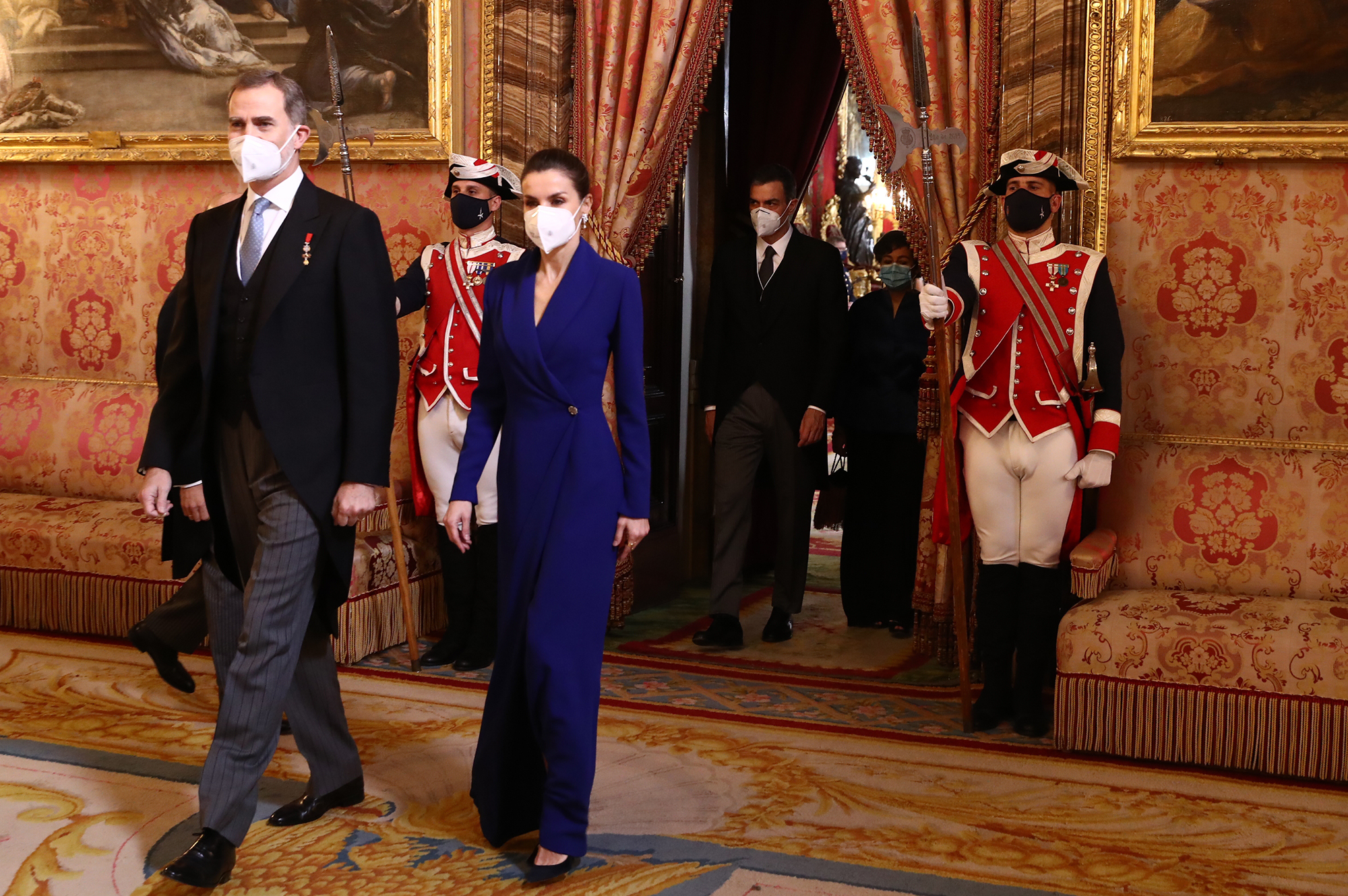
Los Reyes en 2021 durante la pandemia en el Palacio Real de Madrid para la recepción anual al Cuerpo Diplomático en España.

Tras detectarse los primeros casos en diciembre de 2019 en la ciudad china de Wuhan, la infección de COVID-19 se extendió por todo el mundo, incluyendo España.  Ante la rápida expansión del virus (6000 casos y unos 200 muertos), el 14 de marzo de 2020 el Gobierno español decretó el estado de alarma en todo el territorio nacional y, amparado en esta medida, limitó la libre circulación de los ciudadanos a actos esenciales como la adquisición de alimentos y medicamentos o acudir a centros médicos o al lugar de trabajo, resultando en un confinamiento de la población en sus lugares de residencia.
Éste primer estado de alarma se prorrogó hasta el 21 de junio, habiéndose moderado progresivamente las restricciones en una desescalada asimétrica mientras la incidencia del virus iba disminuyendo paulatinamente. Sin embargo, un segundo estado de alarma esta vez a nivel regional en la C. de Madrid y un tercer estado de alarma de ámbito nacional se promulgaron ante un rebrote el 9 y el 25 de octubre respectivamente. Este último perduró hasta el 8 de mayo de 2021, siendo el último que se produjo en el marco de esta crisis sanitaria, una vez las cifras de fallecidos y la incidencia se habían reducido notablemente y con la inmensa mayoría de la población habiendo sido vacunada contra la COVID-19.
La pandemia tuvo enormes repercusiones tanto en el ámbito demográfico (A enero de 2022 los fallecidos confirmados mediante prueba PCR eran más de 92 591) como económico con una fuerte caída del PIB que no se recuperó hasta marzo de 2023, 4 años después del inicio de los confinamientos.

## Elecciones de 2023
Las elecciones municipales y autonómicas celebradas en mayo supusieron la pérdida por parte del Partido Socialista Obrero Español y de sus socios de Gobierno de la mayoría de los gobiernos autonómicos así como de las principales ciudades españolas. Al día siguiente, el presidente del Gobierno Pedro Sánchez anunció que propondría al Rey la disolución de las Cortes y la convocatoria de elecciones para el mes de julio.
Éstas se saldaron con una victoria del Partido Popular liderado por el expresidente de la Junta de Galicia Alberto Núñez Feijóo ante un PSOE que se mantuvo mientras sus socios de Gobierno y parlamentarios por una parte y Vox por otra sufrieron un retroceso electoral. Como consecuencia, tanto el ganador de las elecciones Feijóo como el presidente en funciones Sánchez mostraron su intención de intentar formar Gobierno, resultando decisivos los partidos separatistas y nacionalistas periféricos para otorgar la confianza a cualquier candidato.
Finalmente, Feijóo aceptó el nombramiento del rey como candidato, celebrando una investidura a finales de septiembre, aunque no consiguió el apoyo de ningún grupo externo a su bloque, lo cual le impidió salir investido. Ante lo cual, el rey nombró candidato a Pedro Sánchez, el cual acordó recibir el apoyo en la investidura de todos los grupos excepto PP, Vox y UPN, saliendo investido a mediados de noviembre.